# Hammerbrücke (Hergenrath)
Le Hammerbrücke à Hergenrath, au nord de la Communauté Germanophone de Belgique est un pont de la ligne 37 (aussi appelée ligne de la Vesdre) sur la vallée de la Gueule.

## Histoire

Situation du Hammerbrücke à la frontière entre l'Allemagne et la Belgique

### Le premier viaduc
À l'origine, c'était un pont de maçonnerie se composant de 17 arches de deux étages. La construction de ce viaduc, de 220 mètres de long et 40 mètres de haut, commença en 1841. Jusqu'à son achèvement en 1843, plus de 8 millions de pierres furent utilisées. Les coûts de la construction s'élevèrent à 250 000 thalers prussiens. Le viaduc fut mis en service à l'occasion de l'ouverture de la ligne d'Aix-la-Chapelle à la frontière belge le 15 octobre 1843.
Le traité de Versailles modifie la frontière et le viaduc se retrouve sur le territoire belge, dans les cantons de l'Est.

### Destruction lors de la seconde guerre mondiale
Au début de la Seconde Guerre mondiale, dès le début de l'invasion allemande, les troupes belges firent sauter le pont dans la nuit du 9 au 10 mai 1940. Le viaduc fut en grande partie détruit. Huit soldats belges furent tués dans l'explosion, la charge d'explosifs étant apparemment trop forte.
Le pont fut reconstruit au cours des mois suivants; de nombreux prisonniers de guerre furent utilisés à cet effet. On renonça à restaurer l'ancienne construction ; on opta plutôt pour une structure en acier reposant sur un seul pilier central. Lors de la retraite des troupes allemandes, ce nouveau pont fut, à son tour dynamité. Sa reconstruction a commencé en 1945 et a duré jusqu'en 1948. Le pont était alors composé de deux structures d'acier parallèles, chacune à voie unique : un pont en treillis inférieur ainsi qu'un pont-cage en treillis dont les culées réutilisent six anciennes arches du viaduc d'origine.

### Reconstruction
En 2009, on a inauguré la LGV 3 pour le transport à grande vitesse entre Aix-la-Chapelle et Liège. Cette ligne tgv se sépare de la ligne de la Vesdre immédiatement après le Hammerbrücke, et est partagée par l'ICE et le Thalys. Pour garantir son bon fonctionnement, on a procédé au remplacement du viaduc de 1997 à 1999. Pour ce faire, on a d'abord rénové en 1995 une des deux structures à voie unique de l'ancien pont, pour pouvoir garantir la circulation durant les travaux. En janvier et février, les piliers en acier de l'autre pont ont été démontés avec une grue; puis a suivi la démolition du piler central et de ce qui restait encore du viaduc de 1841. À partir de mars 1998, un nouveau pilier central a été bétonné, et on a monté les deux nouveaux supports triangulaires en acier, chacun d'une longueur de 100 mètres. En été 1999, le nouveau Hammerbrücke a été mis en service, et aussitôt, on a commencé à détruire la deuxième structure, opération qui s'est terminée en septembre 1999 par la destruction du pilier central. 
Le nouveau Hammerbrücke est entièrement soudé et conçu pour des vitesses allant jusqu'à 160 km/h. Il est constitué de deux tabliers mixtes acier-béton de 100 m de portée s'appuyant, au milieu, sur un pilier en béton et, aux extrémités, sur deux coulées en béton ancrées sur les crêtes des talus. Les tabliers sont à armature inférieure de forme triangulaire soutenant une dalle en béton, qui est en contact direct avec le ballast de la voie.